# Moenkhausia georgiae
Moenkhausia georgiae és una espècie de peix de la família dels caràcids i de l'ordre dels caraciformes.

## Morfologia
- Els mascles poden assolir 6,9 cm de llargària total.[4]

## Hàbitat
Viu a àrees de clima tropical.

## Distribució geogràfica
Es troba a Sud-amèrica: conques dels rius Sipaliwini, Maroni, Mana, Sinamary, Comté, Approuagua i Oyapock.